# الگورا
الگورا (به اسپانیایی: Algora) یک شهرستان در اسپانیا است که در استان گوادالاخارا واقع شده‌است.